# Sky Sport Football
Sky Sport Football est une chaîne de télévision qui diffuse des matchs de football dans les pays européens et dont la société propriétaire, Sky Italia, a été créée en 2003,.